# Konfuciustempel

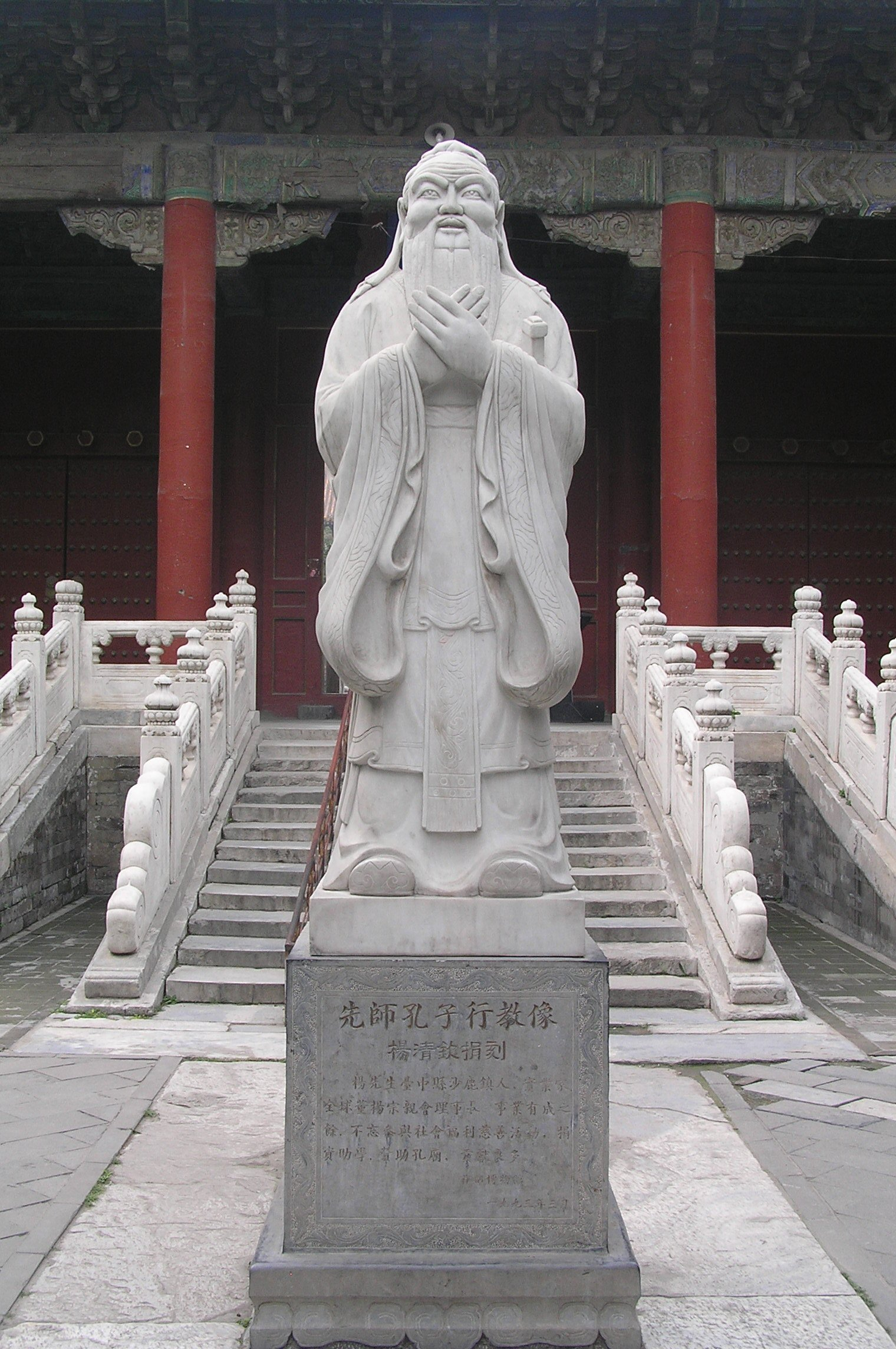
Modern staty av Konfucius i hans tempel i Peking

Konfuciustempel (kinesiska: 孔庙, pinyin: kongmiao, 'Konfuciustempel', eller 文庙, wenmiao, 'litteraturtempel') är tempel byggda till minnet av den kinesiske filosofen Konfucius. Det äldsta, i filosofens hemstad Qufu i Shandongprovinsen byggdes år 478 f. Kr. Konfuciustemplen var inte bara en plats för att hedra eller dyrka Konfucius utan fungerade många gånger som skolor och lokal för de kejserliga examinationerna. Konfuciustempel återfinns också i exempelvis Taiwan, Vietnam, Korea, Japan och Indonesien. I Kina kom många tempel under 1900-talet (både före och efter 1949) att göras om till vanliga skolor. 